# Фаязов, Вахабджан Сабирович
Вахабджан Сабирович Фаязов (25 сентября 1912, Коканд — 2 августа 1974, Ургенч) — узбекский советский театральный актёр и режиссёр. Народный артист Узбекской ССР (1950).

## Биография
Родился в 1912 году в Коканде.
Начинал в Коканде как актёр Железнодорожного рабочего театра (1932), Кокандского музыкально-драматического театра им. Хамзы (1932).
С 1934 года и до конца жизни — актёр и режиссёр Хорезмского областного театра музыкальной драмы и комедии им. Огахи в Ургенче.
Как актёр исполнил роли: Мулла Дуст («Проделки Майсары» Хамзы), Фархад («Фархад и Ширин» Хуршида по о. п. Навои, муз. Успенского), Меджнун («Лейли и Меджнун» Хуршида по о. п. Навои, муз. Садыкова), Усман («Разгром» Яшена), Тахир («Тахир и Зухра» Абдуллы, муз. Джалилова), Хусейн Байкара («Алишер Навои» Уйгуна и Султанова), Ташболта («Влюблённый Ташболта» Гуляма, муз. Левиева) и другие.
Также как режиссёр поставил спектакли «Шёлковое сюзане» Каххара (1952), «Проделки Майсары» Хамзы (1955) и другие.
Снимался в кино, в частности, в фильме «Птичка-невеличка» (1961, роль — Зульфикаров).
С 1947 года член ВКП(б). В 1950 году удостоен звания Народный артист Узбекской ССР.
Умер в 1974 году в Ургенче.